# Vincent Jay
Vincent Jay (Saint-Martin-de-Belleville, 18 maggio 1985) è un ex biatleta francese, campione olimpico nella gara sprint ai XXI Giochi olimpici invernali di Vancouver 2010.

## Biografia
Ha iniziato a praticare biathlon a livello agonistico nel 1999. In Coppa del Mondo ha esordito nel 2006 a Oslo Holmenkollen, ha conquistato il primo podio a Hochfilzen nel 2008 (terzo in staffetta) e la prima vittoria a Vancouver nel 2009, in individuale. Ai XXI Giochi olimpici invernali di Vancouver 2010 ha vinto l'oro nella 10 km sprint e il bronzo nella 12,5 km inseguimento.

## Palmarès

### Olimpiadi
- 2 medaglie:
  - 1 oro (sprint[1] a Vancouver 2010)
  - 1 bronzo (inseguimento[1] a Vancouver 2010)

### Mondiali juniores
- 3 medaglie:
  - 1 oro (staffetta a Presque Isle 2006)
  - 2 argenti (staffetta a Kontiolahti 2005; sprint a Presque Isle 2006)

### Coppa del Mondo
- Miglior piazzamento in classifica generale: 11º nel 2010
- 12 podi (2 individuali, 10 a squadre), oltre a quelli conquistati in sede olimpica e validi anche ai fini della Coppa del Mondo:
  - 3 vittorie (1 individuale, 2 a squadre)
  - 4 secondi posti (4 a squadre)
  - 5 terzi posti (1 individuale, 4 a squadre)

#### Coppa del Mondo - vittorie
| Data             | Località           | Nazione   | Specialità                                                      |
| ---------------- | ------------------ | --------- | --------------------------------------------------------------- |
| 11 marzo 2009    | Vancouver Whistler | Canada    | IN                                                              |
| 6 dicembre 2009  | Östersund          | Svezia    | RL (con Vincent Defrasne, Simon Fourcade e Martin Fourcade)     |
| 10 febbraio 2012 | Kontiolahti        | Finlandia | MX (con Sophie Boilley, Anaïs Bescond e Jean-Guillaume Béatrix) |

Legenda:

IN = individuale

RL = staffetta

MX = staffetta mista